# 15e étape du Tour d'Italie 2017
Pour un article plus général, voir Tour d'Italie 2017.
La 15e étape du Tour d'Italie 2017 se déroule le dimanche 21 mai 2017, entre Valdengo et Bergame sur une distance de 199 km.

## Résultats

### Classement de l'étape
| \| Classement de l'étape \| Classement de l'étape \| Classement de l'étape \| Classement de l'étape \| Classement de l'étape \| \| Coureur \| Coureur \| Pays \| Équipe \| Temps \| \| --------------------- \| --------------------- \| --------------------- \| --------------------- \| --------------------- \| \| 1er \| Bob Jungels \| Luxembourg \| Quick-Step Floors \| 4 h 16 min 51 s \| \| 2e \| Nairo Quintana \| Colombie \| Movistar Team \| + 0 s \| \| 3e \| Thibaut Pinot \| France \| FDJ \| + 0 s \| \| 4e \| Adam Yates \| Royaume-Uni \| Orica-Scott \| + 0 s \| \| 5e \| Domenico Pozzovivo \| Italie \| AG2R La Mondiale \| + 0 s \| \| 6e \| Patrick Konrad \| Autriche \| Bora-Hansgrohe \| + 0 s \| \| 7e \| Vincenzo Nibali \| Italie \| Bahrain-Merida \| + 0 s \| \| 8e \| Tom Dumoulin \| Pays-Bas \| Team Sunweb \| + 0 s \| \| 9e \| Ilnur Zakarin \| Russie \| Katusha-Alpecin \| + 0 s \| \| 10e \| Bauke Mollema \| Pays-Bas \| Trek-Segafredo \| + 0 s \| |                    |             |                   |                 |
| |                    |             |                   |                 |
| Source : ProCyclingStats |                    |             |                   |                 |
| Classement de l'étape |                    |             |                   |                 |
| Coureur | Coureur            | Pays        | Équipe            | Temps           |
| 1er | Bob Jungels        | Luxembourg  | Quick-Step Floors | 4 h 16 min 51 s |
| 2e | Nairo Quintana     | Colombie    | Movistar Team     | + 0 s           |
| 3e | Thibaut Pinot      | France      | FDJ               | + 0 s           |
| 4e | Adam Yates         | Royaume-Uni | Orica-Scott       | + 0 s           |
| 5e | Domenico Pozzovivo | Italie      | AG2R La Mondiale  | + 0 s           |
| 6e | Patrick Konrad     | Autriche    | Bora-Hansgrohe    | + 0 s           |
| 7e | Vincenzo Nibali    | Italie      | Bahrain-Merida    | + 0 s           |
| 8e | Tom Dumoulin       | Pays-Bas    | Team Sunweb       | + 0 s           |
| 9e | Ilnur Zakarin      | Russie      | Katusha-Alpecin   | + 0 s           |
| 10e | Bauke Mollema      | Pays-Bas    | Trek-Segafredo    | + 0 s           |

### Points attribués
|   | Cycliste       | Nat      | Équipe                    | Pts | Bonif |
| - | -------------- | -------- | ------------------------- | --- | ----- |
| 1 | Eugert Zhupa   | Albanie  | Wilier Tries-Selle Italia | 10  | 3 s   |
| 2 | Jan Bárta      | Tchéquie | Bora-Hansgrohe            | 6   | 2 s   |
| 3 | Moreno Hofland | Pays-Bas | Lotto-Soudal              | 3   | 1 s   |
| 4 | Jérémy Roy     | France   | FDJ                       | 2   |       |
| 5 | Dries Devenyns | Belgique | Quick-Step Floors         | 1   |       |

|   | Cycliste         | Nat      | Équipe            | Pts | Bonif |
| - | ---------------- | -------- | ----------------- | --- | ----- |
| 1 | Fernando Gaviria | Colombie | Quick-Step Floors | 10  | 3 s   |
| 2 | Enrico Barbin    | Italie   | Bardiani CSF      | 6   | 2 s   |
| 3 | Simone Petilli   | Italie   | UAE Emirates      | 3   | 1 s   |
| 4 | Rudy Molard      | France   | FDJ               | 2   |       |
| 5 | Enrico Battaglin | Italie   | Lotto NL-Jumbo    | 1   |       |

| - Sprint final de Bergame (km 199) \| \| Cycliste \| Nat \| Équipe \| Points \| Bonif \| \| -- \| ------------------ \| ----------- \| ----------------- \| ------ \| ----- \| \| 1 \| Bob Jungels \| Luxembourg \| Quick-Step Floors \| 25 \| 10 s \| \| 2 \| Nairo Quintana \| Colombie \| Movistar \| 18 \| 6 s \| \| 3 \| Thibaut Pinot \| France \| FDJ \| 12 \| 4 s \| \| 4 \| Adam Yates \| Royaume-Uni \| Orica-Scott \| 8 \| \| \| 5 \| Domenico Pozzovivo \| Italie \| AG2R La Mondiale \| 6 \| \| \| 6 \| Patrick Konrad \| Autriche \| Bora-Hansgrohe \| 5 \| \| \| 7 \| Vincenzo Nibali \| Italie \| Bahrain-Merida \| 4 \| \| \| 8 \| Tom Dumoulin \| Pays-Bas \| Sunweb \| 3 \| \| \| 9 \| Ilnur Zakarin \| Russie \| Katusha-Alpecin \| 2 \| \| \| 10 \| Bauke Mollema \| Pays-Bas \| Trek-Segafredo \| 1 \| \| |                    |             |                   |        |       |
| | Cycliste           | Nat         | Équipe            | Points | Bonif |
| 1 | Bob Jungels        | Luxembourg  | Quick-Step Floors | 25     | 10 s  |
| 2 | Nairo Quintana     | Colombie    | Movistar          | 18     | 6 s   |
| 3 | Thibaut Pinot      | France      | FDJ               | 12     | 4 s   |
| 4 | Adam Yates         | Royaume-Uni | Orica-Scott       | 8      |       |
| 5 | Domenico Pozzovivo | Italie      | AG2R La Mondiale  | 6      |       |
| 6 | Patrick Konrad     | Autriche    | Bora-Hansgrohe    | 5      |       |
| 7 | Vincenzo Nibali    | Italie      | Bahrain-Merida    | 4      |       |
| 8 | Tom Dumoulin       | Pays-Bas    | Sunweb            | 3      |       |
| 9 | Ilnur Zakarin      | Russie      | Katusha-Alpecin   | 2      |       |
| 10 | Bauke Mollema      | Pays-Bas    | Trek-Segafredo    | 1      |       |

### Cols et côtes
|   | Cycliste               | Pays           | Équipe                    | Points |
| - | ---------------------- | -------------- | ------------------------- | ------ |
| 1 | Jacques J. v. Rensburg | Afrique du Sud | Dimension Data            | 15     |
| 2 | Rudy Molard            | France         | FDJ                       | 8      |
| 3 | Philip Deignan         | Irlande        | Sky                       | 6      |
| 4 | Julen Amézqueta        | Espagne        | Wilier Tries-Selle Italia | 4      |
| 4 | Pierre Rolland         | France         | Cannondale-Drapac         | 2      |
| 4 | Enrico Barbin          | Italie         | Bardiani CSF              | 1      |

|   | Cycliste               | Pays           | Équipe            | Points |
| - | ---------------------- | -------------- | ----------------- | ------ |
| 1 | Pierre Rolland         | France         | Cannondale-Drapac | 7      |
| 2 | Jacques J. v. Rensburg | Afrique du Sud | Dimension Data    | 4      |
| 3 | Philip Deignan         | Irlande        | Sky               | 2      |
| 4 | Rudy Molard            | France         | FDJ               | 1      |

## Classements à l'issue de l'étape

### Classement général
| \| Classement général \| Classement général \| Classement général \| Classement général \| Classement général \| \| Coureur \| Coureur \| Pays \| Équipe \| Temps \| \| ------------------ \| ------------------ \| ------------------ \| ------------------ \| ------------------ \| \| 1er \| Tom Dumoulin \| Pays-Bas \| Team Sunweb \| 63 h 48 min 08 s \| \| 2e \| Nairo Quintana \| Colombie \| Movistar Team \| + 2 min 41 s \| \| 3e \| Thibaut Pinot \| France \| FDJ \| + 3 min 21 s \| \| 4e \| Vincenzo Nibali \| Italie \| Bahrain-Merida \| + 3 min 40 s \| \| 5e \| Ilnur Zakarin \| Russie \| Katusha-Alpecin \| + 4 min 24 s \| \| 6e \| Bauke Mollema \| Pays-Bas \| Trek-Segafredo \| + 4 min 32 s \| \| 7e \| Domenico Pozzovivo \| Italie \| AG2R La Mondiale \| + 4 min 59 s \| \| 8e \| Bob Jungels \| Luxembourg \| Quick-Step Floors \| + 5 min 18 s \| \| 9e \| Andrey Amador \| Costa Rica \| Movistar Team \| + 6 min 01 s \| \| 10e \| Steven Kruijswijk \| Pays-Bas \| LottoNL-Jumbo \| + 7 min 03 s \| |                    |            |                   |                  |
| |                    |            |                   |                  |
| Source : ProCyclingStats |                    |            |                   |                  |
| Classement général |                    |            |                   |                  |
| Coureur | Coureur            | Pays       | Équipe            | Temps            |
| 1er | Tom Dumoulin       | Pays-Bas   | Team Sunweb       | 63 h 48 min 08 s |
| 2e | Nairo Quintana     | Colombie   | Movistar Team     | + 2 min 41 s     |
| 3e | Thibaut Pinot      | France     | FDJ               | + 3 min 21 s     |
| 4e | Vincenzo Nibali    | Italie     | Bahrain-Merida    | + 3 min 40 s     |
| 5e | Ilnur Zakarin      | Russie     | Katusha-Alpecin   | + 4 min 24 s     |
| 6e | Bauke Mollema      | Pays-Bas   | Trek-Segafredo    | + 4 min 32 s     |
| 7e | Domenico Pozzovivo | Italie     | AG2R La Mondiale  | + 4 min 59 s     |
| 8e | Bob Jungels        | Luxembourg | Quick-Step Floors | + 5 min 18 s     |
| 9e | Andrey Amador      | Costa Rica | Movistar Team     | + 6 min 01 s     |
| 10e | Steven Kruijswijk  | Pays-Bas   | LottoNL-Jumbo     | + 7 min 03 s     |

### Classement du meilleur jeune
| Classement du meilleur jeune | Classement du meilleur jeune | Classement du meilleur jeune | Classement du meilleur jeune | Classement du meilleur jeune |
|                              | Coureur                      | Pays                         | Équipe                       | Temps                        |
| ---------------------------- | ---------------------------- | ---------------------------- | ---------------------------- | ---------------------------- |
| 1er                          | Bob Jungels                  | Luxembourg                   | Quick-Step Floors            | en 63 h 53 min 26 s          |
| 2e                           | Adam Yates                   | Royaume-Uni                  | Orica-Scott                  | + 2 min 25 s                 |
| 3e                           | Davide Formolo               | Italie                       | Cannondale-Drapac            | + 2 min 51 s                 |
| 4e                           | Jan Polanc                   | Slovénie                     | UAE Emirates                 | + 3 min 53 s                 |
| 5e                           | Laurens De Plus              | Belgique                     | Quick-Step Floors            | + 17 min 13 s                |
| modifier                     |                              |                              |                              |                              |

### Classement aux points
| Classement par points | Classement par points | Classement par points | Classement par points         | Classement par points |
| Coureur               | Coureur               | Pays                  | Équipe                        | Points                |
| --------------------- | --------------------- | --------------------- | ----------------------------- | --------------------- |
| 1er                   | Fernando Gaviria      | Colombie              | Quick-Step Floors             | 325 pts               |
| 2e                    | Jasper Stuyven        | Belgique              | Trek-Segafredo                | 192 pts               |
| 3e                    | Sam Bennett           | Irlande               | Bora-Hansgrohe                | 117 pts               |
| 4e                    | Lukas Pöstlberger     | Autriche              | Bora-Hansgrohe                | 98 pts                |
| 5e                    | Daniel Teklehaimanot  | Érythrée              | Dimension Data                | 86 pts                |
| 6e                    | Kristian Sbaragli     | Italie                | Dimension Data                | 76 pts                |
| 7e                    | Eugert Zhupa          | Albanie               | Wilier Triestina-Selle Italia | 70 pts                |
| 8e                    | Roberto Ferrari       | Italie                | UAE Team Emirates             | 70 pts                |
| 9e                    | Silvan Dillier        | Suisse                | BMC Racing Team               | 68 pts                |
| 10e                   | Ryan Gibbons          | Afrique du Sud        | Dimension Data                | 68 pts                |

### Classement du meilleur grimpeur
| Classement du meilleur grimpeur | Classement du meilleur grimpeur | Classement du meilleur grimpeur | Classement du meilleur grimpeur | Classement du meilleur grimpeur |
| ------------------------------- | ------------------------------- | ------------------------------- | ------------------------------- | ------------------------------- |
|                                 | Coureur                         | Pays                            | Équipe                          | Point(s)                        |
| 1er                             | Tom Dumoulin                    | Pays-Bas                        | Sunweb                          | 51 points                       |
| 2e                              | Omar Fraile                     | Espagne                         | Dimension Data                  | 49 pts                          |
| 3e                              | Jan Polanc                      | Slovénie                        | UAE Emirates                    | 46 pts                          |
| 4e                              | Nairo Quintana                  | Colombie                        | Movistar                        | 44 pts                          |
| 5e                              | Ilnur Zakarin                   | Russie                          | Katusha-Alpecin                 | 37 pts                          |
| modifier                        |                                 |                                 |                                 |                                 |

### Classements par équipes

#### Classement au temps
| Classement par équipes | Classement par équipes | Classement par équipes | Classement par équipes |
| Équipe                 | Équipe                 | Pays                   | Temps                  |
| ---------------------- | ---------------------- | ---------------------- | ---------------------- |
| 1re                    | Movistar Team          | Espagne                | 191 h 44 min 22 s      |
| 2e                     | Astana                 | Kazakhstan             | + 5 min 52 s           |
| 3e                     | UAE Team Emirates      | Émirats arabes unis    | + 20 min 19 s          |
| 4e                     | Bahrain-Merida         | Bahreïn                | + 20 min 36 s          |
| 5e                     | FDJ                    | France                 | + 23 min 08 s          |
| 6e                     | AG2R La Mondiale       | France                 | + 25 min 16 s          |
| 7e                     | Cannondale-Drapac      | États-Unis             | + 27 min 59 s          |
| 8e                     | Team Sunweb            | Allemagne              | + 32 min 08 s          |
| 9e                     | BMC Racing Team        | États-Unis             | + 41 min 17 s          |
| 10e                    | Sky                    | Royaume-Uni            | + 46 min 08 s          |

#### Classement aux points
| Classement par équipes aux points | Classement par équipes aux points | Classement par équipes aux points | Classement par équipes aux points |
| Équipe                            | Équipe                            | Pays                              | Points                            |
| --------------------------------- | --------------------------------- | --------------------------------- | --------------------------------- |
| 1re                               | Quick-Step Floors                 | Belgique                          | 449 pts                           |
| 2e                                | Bora-Hansgrohe                    | Allemagne                         | 289 pts                           |
| 3e                                | UAE Team Emirates                 | Émirats arabes unis               | 267 pts                           |
| 4e                                | Dimension Data                    | Afrique du Sud                    | 257 pts                           |
| 5e                                | Trek-Segafredo                    | États-Unis                        | 241 pts                           |
| 6e                                | Team Sunweb                       | Allemagne                         | 220 pts                           |
| 7e                                | Movistar Team                     | Espagne                           | 189 pts                           |
| 8e                                | Orica-Scott                       | Australie                         | 181 pts                           |
| 9e                                | Lotto-Soudal                      | Belgique                          | 158 pts                           |
| 10e                               | Bahrain-Merida                    | Bahreïn                           | 148 pts                           |

## Abandons
- 26 -  Tanel Kangert (Astana) : Abandon
- 59 -  Rüdiger Selig (Bora-Hansgrohe) : Abandon
- 97 -  Ivan Savitskiy (Gazprom-RusVelo) : Abandon
- 104 -  Bart De Clercq (Lotto-Soudal) : Abandon
- 123 -  Caleb Ewan (Orica-Scott) : Abandon